# August Beer
August Beer, född 31 juli 1825 i Trier, död 18 november 1863 i Bonn, tysk fysiker och professor i matematik. 
Han ägnade sig huvudsakligen åt undersökningar inom den matematiska fysiken, särskilt optiken, i vilken vetenskapsgren han författade flera uppsatser av stort värde, införda i Poggendorffs "Annalen der Physik und Chemie". I ändamål att underlätta ett börjande studium av de svårare delarna av den matematiska fysiken, utarbetade Beer flera läroböcker, varav flera har erhållit ett rättvist erkännande. Med Murphy delar Beer äran att först ha framställt allmänna metoder för bestämning av elektricitetens fördelning på en ledare, fastän giltigheten av dessa metoder först senare uppvisades av Karl Gottfried Neumann och Henri Poincaré.     